# Штрандман, Карл Густавович
Карл Густавович Штрандман (нем. Karl Gustav von Strandmann; 17 (28) марта 1787—27 марта (8 апреля) 1855) — генерал от кавалерии русской императорской армии, участник Наполеоновских войн и Польской кампании 1831 года. Командир гвардейского резервного кавалерийского корпуса.

## Биография
Сын cибирского генерал-губернатора Густава Густавовича Штрандмана. «Genealogisches Handbuch der baltischen Ritterschaften» датой рождения указывает 17 марта 1787 года; «Биографический словарь А. А. Половцова» и О. Р. Фрейман («Пажи за 183 года») называет время рождения — 1786 год.
Воспитывался в Пажеском корпусе, он однако курса в нём не окончил и 20 октября 1803 года поступил юнкером в Кавалергардский полк. Произведённый 8 сентября следующего года в прапорщики, он был переведён в Переяславский драгунский полк, с которым он участвовал в войне с Турцией. В течение своего восьмилетнего пребывания в этой армии Штрандман принимал участие в очень многих делах против неприятеля, причем не раз имел возможность выказать свою храбрость.
Занятие Килии в 1806 году, блокада Измаила в 1807 году, действия Переяславского полка за Дунаем и взятие Измаила в 1809 году показали Штрандмана не только храбрым, но и энергичным и расторопным офицером. Особенно он отличился, участвуя с охотниками при покорении крепости Туртукая и во время штурма Рущука в 1810 году, за что был произведён в подпоручики.
В следующем году за отличия, выказанные в делах при взятии крепостей Тулчи, Исакчи, Бабадага, Разграда и других он был произведён в поручики, и вслед за тем ему был поручен отряд сербских охотников, с которым он принял участие в осаде крепости Видина. В начале января 1812 года турки произвели большую вылазку из упомянутой крепости, но были вовремя замечены Штрандманом и прогнаны с большим уроном, за что Штрандман был произведён в штабс-капитаны.
После этого он ещё участвовал в нескольких делах с турками, но затем, ввиду начавшихся мирных переговоров, военные действия приостановились.
В Отечественной войне 1812 года Штрандман принял участие лишь в самом конце кампании, когда Наполеон, ежедневно неся все большие и большие потери, спешил к Березине. Первое дело с французами, в котором участвовал Штрандман, была переправа через Березину, а затем началось дальнейшее преследование неприятеля.
Переведённый в награду за отличия в делах против неприятеля в лейб-гвардии Уланский полк, Штрандман в том же году участвовал в делах при блокаде крепости Торна и в сражении под Бауценом, затем в сражениях под Дрезденом, Лейпцигом и Кульмом. Особенно отличился он во время одной кавалерийской атаки лейб-гвардии Уланского полка в Кульмском бою, за что был произведён в ротмистры.
В следующем 1814 году Штрандман также участвовал почти во всех крупных сражениях с французами: при Бриенне, Монмирале, Седане и Фер-Шампенуазе и не раз своими стремительными атаками наносил французам существенный вред. Наиболее удачными из всех его атак в перечисленных сражениях следует считать атаки во время Фер-Шампенуазского сражения, когда Штрандман, в присутствии императора Александра I, со своими уланами несколько раз бросался на французскую пехоту и отнял у последней шесть орудий. Шведский наследный принц Бернадотт, бывший свидетелем этой атаки, сказал окружавшему его штабу: «Много на своем веку я видел разных чудес, но кавалерии, берущей орудия у пехоты, и притом пехоты французской, не видал никогда». За этот подвиг Штрандман был 13 марта 1814 года был награждён орденом Святого Георгия 4-й степени (№ 2877 по списку Григоровича — Степанова). Наконец, в том же году Штрандман участвовал во взятии Парижа, за что был награждён орденом Святой Анны 2-й степени.
По окончании войны Штрандман со своим полком возвратился в Россию.
В 1817 году решено было сформировать лейб-гвардии Уланский Цесаревича Константина Павловича полк, и для этой цели предназначены были два эскадрона старого лейб-гвардии Уланского полка. С ними вместе в состав нового полка вошёл и ротмистр Штрандман.
Произведённый в 1818 года в полковники, он, шесть лет спустя, 23 марта 1824 года, был назначен командующим лейб-гвардии Гродненским гусарским полком и командовал им более десяти лет. За время командования этим полком Штрандман был произведён в генерал-майоры и утверждён в должности полкового командира.
Когда в 1830 году возникло в Варшаве первое Польское восстание, Штрандман со своим полком тотчас же выступил на Мокотовское поле и вошел в отряд цесаревича Константина Павловича. Вскоре начались стычки русских с поляками, а с 1831 года — и серьёзные военные действия. Наиболее крупными из них были сражения под Прагой, Остроленкой и штурм Варшавы. Во всех этих делах лейб-гвардии Гродненский гусарский полк, во главе со своим командиром Штрандманом, принимал самое энергичное участие. Особенно отличился Штрандман во время штурма Варшавы, когда он командовал отрядом на правом фланге нашей армии и много содействовал успеху штурма, за что и был награждён орденом Святого Георгия 3-й степени (№ 457)
В воздаяние отличнаго мужества и храбрости, оказанных 25 и 26 августа 1831 года при штурме варшавских укреплений.

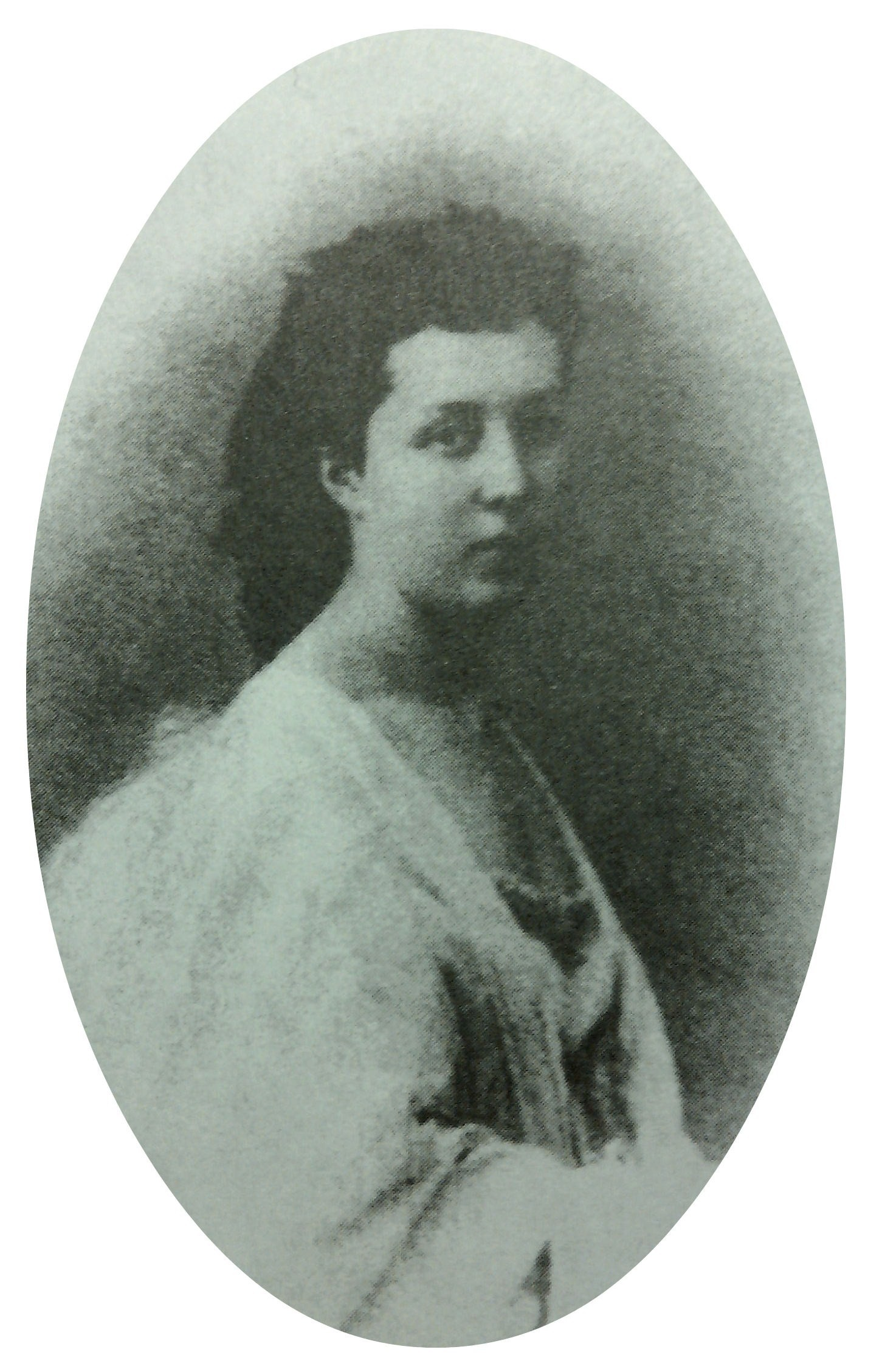
Люция Нарышкина, дочь

Не менее отличился он также и в деле при Рационже, где с Гродненцами разбил и совершенно уничтожил 25-й Кракусский полк. Вскоре по окончании польской кампании, 10 февраля 1832 года Штрандман был назначен командиром 2-й бригады 2-й лёгкой гвардейской дивизии, с оставлением по-прежнему и командиром лейб-гвардии Гродненского гусарского полка. Определённый 28 февраля 1835 года начальником 2-й лёгкой кавалерийской дивизии и произведённый в том же году в генерал-лейтенанты, Штрандман командовал этой дивизией девять лет, а затем с 1844 года состоял при главнокомандующем гвардейским и гренадерским корпусами великом князе Михаиле Павловиче.
Назначенный некоторое время спустя командующим гвардейским резервным кавалерийским корпусом, Штрандман, по производстве в генералы от кавалерии, был утверждён в должности корпусного командира, которую и занимал до самой своей смерти. За свою почти тридцатилетнюю службу в генеральских чинах он имел все высшие ордена до ордена Святого Александра Невского (в списках кавалеров ордена отсутствует) включительно, а также и многие иностранные.
Скончался в Слониме 27 марта (8 апреля) 1855 года.

## Награды
- Орден Святой Анны 4-й степени (1807)
- Орден Святого Владимира 4-й степени с бантом (18.10.1809)
- Золотая сабля с надписью «За храбрость» (24.01.1814)
- Орден Святого Георгия 4-й степени (13.03.1814)
- Орден Святой Анны 2-й степени (18.03.1814)
- Орден Святого Станислава 1-й степени (Царство Польское, 12.05.1829)
- Орден Святой Анны 1-й степени (15.09.1831)
- Орден Святого Георгия 3-й степени (06.12.1831)
- Знак отличия за военное достоинство 2-й степени (1832)
- Императорская корона к ордену Святой Анны 1-й степени (06.12.1842)
- Знак отличия беспорочной службы за XL лет (1847)
- Орден Белого орла (06.12.1849)

Иностранные:
- Прусский орден Pour le Merite (1814)
- Баварский орден Максимилиана (1814)
- Прусский орден Красного орла 2-го класса со звездой (1842)

## Семья
В 1828 года женился на польке-католичке Люции Фадеевне Тарчинской. Имел трёх сыновей-генералов: Константина (26.10.1829—1913), генерала от кавалерии (1907); Николая (08.06.1835—11.03.1900) и Карла (30.09.1838—1891); и трёх дочерей-фрейлин, которые по красоте свой были украшением двора: Ядвига (1829—13.09.1885; замужем за бароном А. Ф. Дризеном), Люция (1832—08.03.1895; замужем за М. К. Нарышкиным) и Елена (1834—28.07.1910; замужем за графом Карлом (Николаем?) Толем). У них ещё родилась 4 февраля 1833 года дочь Александра.

## Комментарии
1. ↑  Константин был женат на Екатерине Мясниковой (ум. 08.04.1904). Их дети (см. Genealogisches Handbuch der baltischen Ritterschaften. — Görlitz, 1929. — P. 195 Архивная копия от 4 сентября 2021 на Wayback Machine): Екатерина (1858—07.07.1894) — баронесса Остен-Дризен (см. Петербургский некрополь. Т. 3. — С. 328. Архивная копия от 3 июня 2020 на Wayback Machine, замужем за Александром Дризеном, сыном А. Ф. Дризена; Елена (1859—?), замужем за Николаем фон Розеном; Александр (1862—1904); Мадлен (186.—?); Мария (1865—1866) и Константин (1870—1919).